# Необикновен рейс
„Необикновен рейс“ (на руски: Полосатый рейс) е съветски игрален филм, произведен в студиото Ленфилм през 1961 г. от режисьора Владимир Фетин.

## Сюжет
Опасен товар от тигри и лъвове е натоварен на съветския кораб и е представен барман, който да го придружава... По време на пътуването малка маймуна, представена на капитана, отваря клетките. Хищниците излизат на свобода, целият отбор се разпръсва в ужас. И само племенницата на капитана успява да спаси положението, като опитомява диви животни...

## Създатели
- Сценаристи – Алексей Каплер, Виктор Конецки
- Сценичен режисьор – Владимир Фетин
- Режисьор-укротител – Константин Константиновски
- Главен оператор – Дмитрий Месхиев
- Художник – Алексей Рудяков
- Композитор – Вениамин Баснер

## Гласове
- Алексий Грибов е капитанът на кораба Васил Васильович.
- Иван Дмитриев е старши помощник на Олег Петрович.
- Маргарита Назърова е барманка на кораба Мариана.
- Евгений Леонов е готвач-"треньор" на Глеб Шулейкин.
- Владимир Белокуров - боцман Олексий Степанович.
- Алексей Смирнов е пазачът на Митя Книш.
- Алиса Фройндлих е помощник на Шулейкин в цирковия бюфет